# Armoiries de la Roumanie
Les armoiries de la Roumanie sont l'emblème, la figure symbolique, de la Roumanie.

## Description des armoiries de la Roumanie
Sur un champ d'azur, figure une aigle d'or couronnée d'acier, au bec et aux pattes de gueules ; elle tient dans son bec une croix d'or et, dans ses pattes, un sceptre et une épée d'argent. L'épée est censée être celle du prince de la Principauté de Moldavie, Étienne III le Grand (1433-1504) et le sceptre celui du prince Michel Ier le Brave (1593-1601), prince de la Principauté de Valachie, mais aussi, en 1600, de Transylvanie et de Moldavie. Historiquement, la croix d'or marque le statut spécifique des pays roumains par rapport à l'Empire ottoman : ce n'étaient pas des provinces turques (où s'appliquait la charia) mais des principautés chrétiennes, reconnues comme telles par le sultan (leur suzerain mais non leur monarque) et situées dans le Dar el Ahd (« domaine de la trêve », en arabe : دار العهد). Cette croix est « orthodoxe » selon l'Église orthodoxe roumaine, « chrétienne » sans précision pour les autres confessions chrétiennes, simple « symbole historique » pour les croyants non-chrétiens, et, comme la couronne, « archaïsme qu'il faudrait enlever au nom de la laïcité et de la constitution républicaine » pour les libres-penseurs.
Sur la poitrine de l'aigle, on peut voir un blason composé de cinq écus historiques représentant la Valachie, la Moldavie, la Transylvanie, le Banat, l'Olténie et la Dobrogée :
1. Le premier canton représente la Valachie : sur un champ d'azur[2], figure une aigle d'or avec le bec et les pattes de gueules. Elle tient une croix d'or ; à sa gauche se trouve un soleil d'or et à sa droite une nouvelle lune d'or.
2. Le deuxième canton représente la Moldavie (dont la Bucovine) et la Marmatie (d'où les fondateurs de la Moldavie sont originaires) : une tête d'Aurochs de sable sur un champ de gueules, avec une étoile à cinq branches entre les cornes (dans d'autres versions, on trouve un soleil d'or), une rose à cinq pétales (à gauche) et un croissant d'argent (à droite).
3. Le troisième canton représente le Banat et l'Olténie (ancien banat de Severin) : sur un champ de gueules, est représenté sur des vagues d'azur, le pont sur le Danube de l'architecte romain Apollodore de Damas, couleur d'or ; il est composé de deux arcades sur lequel il y a un lion rampant armé d'or qui brandit une épée.
4. Le quatrième canton représente la Transylvanie et la Crișana : il est composé d'une barre centrale de gueules qui coupe ainsi le quart en deux. Dans sa moitié supérieure, d'azur, une aigle de sable becquée d'or. À sa droite on peut voir un soleil d'or et à sa gauche un croissant d'argent ; dans la moitié inférieure, d'or, sept tours de gueules, cannelées, placées en fasce, quatre sur trois. Pour les Roumains, l'aigle transylvaine symbolise Rome et leur latinité ; pour les Hongrois c'est le Turul, aigle de la mythologie hongroise, tandis qu'aux Allemands elle rappelle les aigles (bicéphales, celles-là) du Saint-Empire romain germanique ou de celui des Habsbourg. Quant aux sept tours, elles figurent les sept sedes (sièges) autonomes des Saxons de Transylvanie au Moyen Âge, d'où le nom allemand de ce pays : Siebenbürgen, les « sept châteaux ».
5. La cinquième part représente la Dobrogée : elle est d'azur, à deux dauphins d'or, adossés, renversés et nageant en pal, qui ne symbolisent pas de vrais dauphins, mais, le « dauphin » étant un « poisson » en héraldique, le caractère fluvial et maritime de cette région où se trouvent les bouches du Danube.

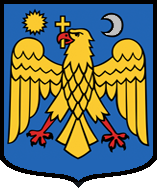
Valachie
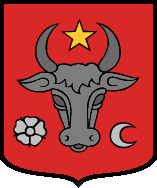
Moldavie
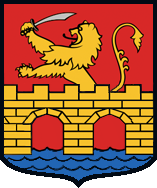
Banat et Olténie
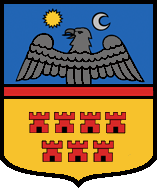
Transylvanie
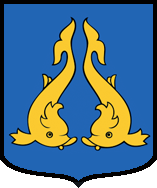
Dobroudja du Nord

## Histoire des armoiries de la Roumanie

### Principautés unies de Moldavie et de Valachie(1859-1871)
Avant 1859, les armoiries des principautés roumaines de Valachie et Moldavie étaient déjà fréquemment entrelacées sur les documents publics, les pièces de monnaie et les palais princiers, mais cela ne devint systématique et obligatoire que lorsque les deux états furent réunis sous le sceptre du prince Alexandru Ioan Cuza. Jusqu'en 1866, il y eut de nombreuses variantes du blason, tant pour la couleur de fond que pour la manière dont étaient placés et représentés les deux éléments principaux : l'aigle valaque et l'aurochs moldave. En 1866, après l'avènement de Carol Ier comme roi de Roumanie, l'écu roumain fut divisé en quartiers : dans le premier d'azur et le quatrième d'or figurait l'aigle, dans le deuxième d'azur et le troisième de gueules l'aurochs, les armoiries argent/sable de la maison de Hohenzollern-Sigmaringen furent ajoutées au milieu, une liberté allégorique à bonnet phrygien et un lion entourèrent l'écu, surmonté d'une couronne avec en arrière-plan un manteau d'hermine lui-même couronné. La devise latine Nihil sine Deo (« rien sans Dieu ») figurait sous l'écu.

### Principautés unies de Moldavie et de Valachie(1872-1881)
En 1872 les couleurs des quartiers furent modifiées : azur et gueules en haut, gueules et azur en bas ; en 1879 on incorpora au troisième quartier le lion d'Olténie et au quatrième quartier les deux dauphins de la Dobrogée ; la liberté allégorique fit place à un lion symétrique du précédent.

### Royaume de Roumanie(1881-1922)
En 1881, lorsque la principauté devint un royaume, le manteau d'hermine fut surmonté de la couronne d'acier.

### Royaume de Roumanie(1922-1947)
En 1921, l'écu aussi fut surmonté de la couronne d'acier ; en 1922 l'aigle portant la croix, l'épée et le sceptre sur fond d'azur, symbole d'unité, fut placé derrière l'écu, désormais divisé en cinq parts figurant les blasons des régions historiques peuplées de roumains : aigle de Valachie sur fond d'azur en première part, aurochs de Bucovine, Marmatie et Moldavie sur gueules en deuxième part, lion sur le pont d'Apollodore du Banat et d'Olténie (ancien banat de Severin) sur gueules en troisième part, Transylvanie et Crisanie sur azur et or en quatrième part, dauphins de Dobrogée sur azur en cinquième part. Ces armoiries étaient utilisées en trois versions : simple (l'aigle unitaire avec l'écu aux cinq parts), moyenne (avec les lions, la couronne interne et la devise), et complète (avec la couronne sommitale et le manteau d'hermine).

### République populaire roumaine(1948-1965)
Après 1947, les autorités communistes ont changé à la fois le drapeau et les armoiries. Le blason fut remplacé par l'emblème du régime communiste. Il y a eu trois variantes où le centre était entouré par des gerbes de blé attachées ensembles avec un ruban tricolore : la première comportait un paysage représentant un soleil levant et un tracteur ; dans la deuxième le tracteur fut remplacé par un derrick au bout de trois mois, en 1948 (année de proclamation de la République), puis en 1952 l'étoile rouge du Parti unique a été ajoutée.

### République socialiste de Roumanie(1965-1989)
En 1966, lorsque le pays devint la « République socialiste de Roumanie », une rivière remplaça la prairie au premier plan et le nom « Roumanie » fut écrit en entier sur le ruban tricolore à la place de l'acronyme R.P.R. de la « République populaire roumaine ».

### Révolution roumaine de 1989
Pendant la Révolution roumaine de 1989, l'emblème communiste fut découpé par les manifestants, comme cela avait déjà été le cas en Hongrie lors de l'insurrection de Budapest en 1956, et le drapeau retrouva sa forme, sans armoiries, d'avant 1948.

### Roumanie(depuis 1990)
De 1990 à 1992 la Roumanie se trouva sans emblème, et une commission héraldique fut constituée pour concevoir un nouveau blason, inspiré des armoiries d'avant 1948 mais sans les insignes monarchiques (le pays restant une république) et sans la devise Nihil sine Deo (l'état étant officiellement laïc même s'il n'y a pas de séparation nette vis-à-vis des cultes, subventionnés par le Secrétariat d'État pour les Cultes). En 1991, dans la perspective d'une éventuelle union des deux états à majorité roumanophone (qui n'eut pas lieu), cette commission travailla en collaboration avec son homologue moldave sur un projet où l'aigle tenait un rameau d'olivier symbolisant la paix et un sceptre d'or (symbolisant la souveraineté). C'est finalement une version plus guerrière, où le rameau d'olivier laisse place à l'épée du prince Étienne le Grand de Moldavie, que le Parlement roumain valida lors de sa session du 10 septembre 1992 pour les armoiries actuelles, assez proches de la « forme simple » de celles utilisées jusqu'en 1947.

## Galerie

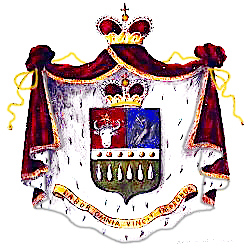
Armoiries des Principautés roumaines (jusqu'en 1866 ici sur le blason de la famille Ghica : Moldavie à gauche, Valachie à droite)
Principauté de Roumanie (1867-1872)
Principauté de Roumanie (1872-1881)
Royaume de Roumanie (1881-1921)
Royaume de Roumanie (1921-1947)
République populaire roumaine (janvier-mars 1948)
République populaire roumaine (1948-1952)
République populaire roumaine (1952-1965)
République socialiste de Roumanie (1965-1989)
Roumanie (1992-2016)
Roumanie (depuis 2016)
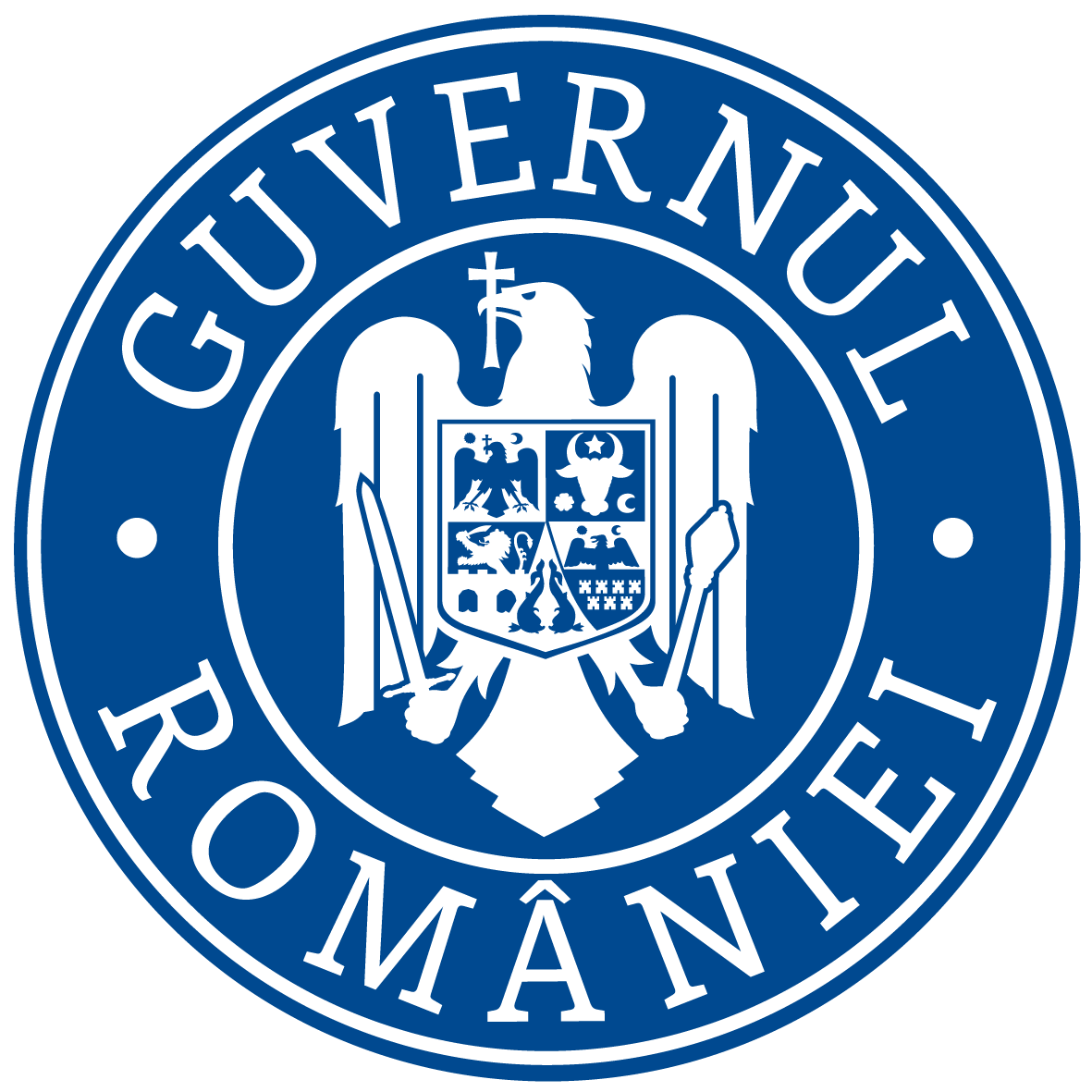
Sceau du gouvernement de Roumanie (depuis 2015)